# Andrea Mautz-Leopold

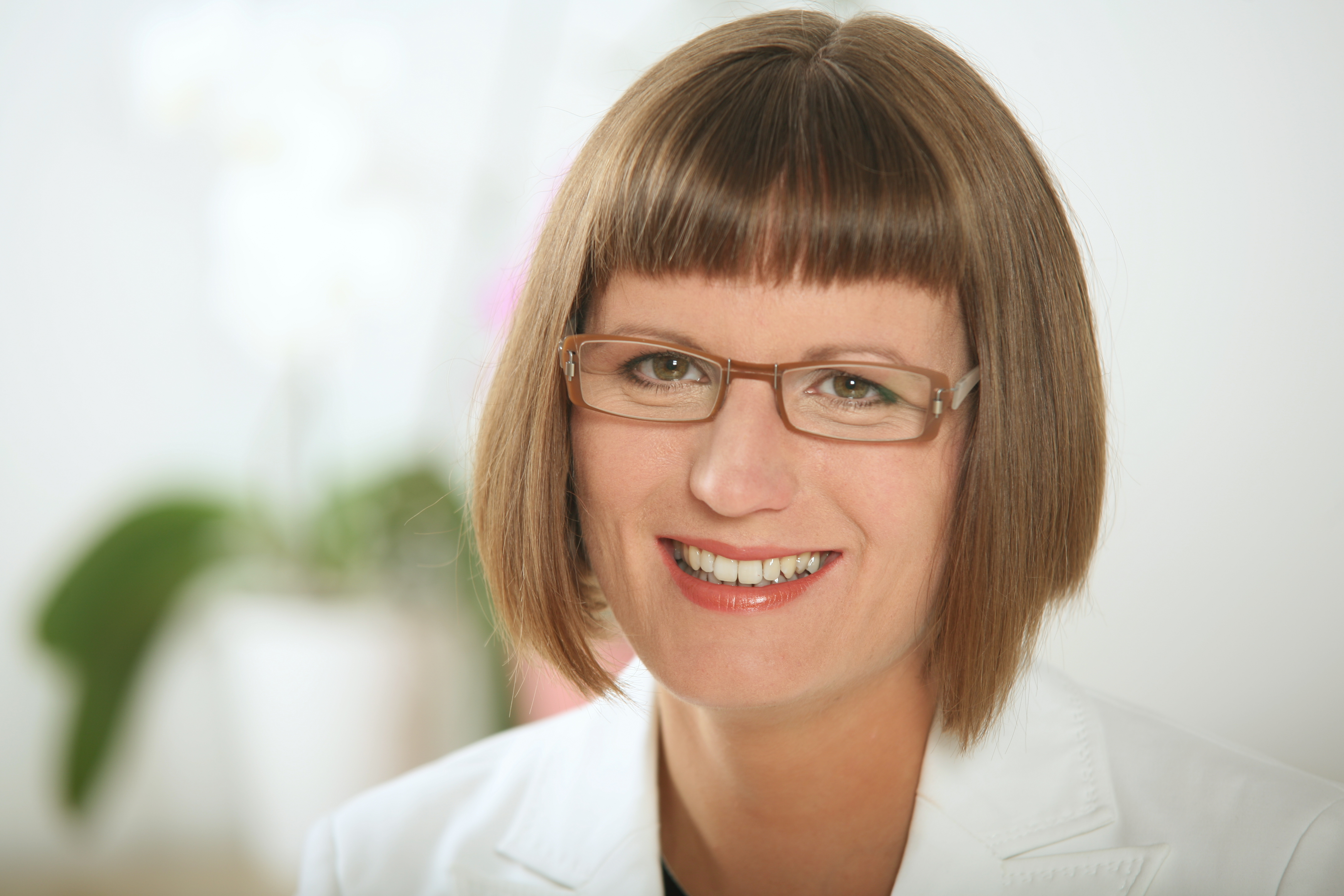
Andrea Mautz im Jahr 2009

Andrea Mautz-Leopold (* 28. Jänner 1976 in Bad Ischl als Andrea Mautz) ist eine österreichische Politikerin und ehemalige Vorsitzende der Österreichischen Hochschülerinnen- und Hochschülerschaft (ÖH). Seit Oktober 2019 ist sie Abgeordnete zum Wiener Landtag und Mitglied des Wiener Gemeinderates.

## Leben
Andrea Mautz wurde als erstes von drei Kindern in Bad Ischl geboren. Die Tochter einer Lehrerfamilie besuchte Volksschule und Gymnasium in ihrer Heimatstadt. 1995 ging sie nach Linz, um das Studium der Rechtswissenschaften zu beginnen, das sie nach einigen Jahren in der Hochschülerschaft und als Mitarbeiterin im Nationalrat als Werkstudentin 2004 abschloss. Andrea Mautz ist Verwaltungsjuristin mit Schwerpunkt Gesundheits- und Sozialrecht bzw. -planung. Seit August 2009 ist sie Bundesfrauengeschäftsführerin in der SPÖ.

## Politische Laufbahn
Ihr gesellschaftliches Engagement begann während des Studiums der Rechtswissenschaften in Linz. Mautz – schon sehr früh familiär politisch geprägt – engagierte sich in der Österreichischen Hochschülerschaft und übernahm die Agenden des Sozialreferats an der ÖH Uni Linz. In dieser Zeit wurde sie beim Verband Sozialistischer StudentInnen Österreichs (VSStÖ) aktiv. 2000 wechselte sie als Bildungspolitische Sprecherin und darauffolgend als Spitzenkandidatin für den VSStÖ nach Wien und übernahm nach der Wahl den Vorsitz der Bundesvertretung der Österreichischen Hochschülerschaft in der ersten Grün-Roten Koalition auf der ÖH-Bundesebene. Nach ihrer Amtsperiode wurde sie Mitarbeiterin im Österreichischen Nationalrat (SPÖ Nationalratsklub) und begleitete unter anderem die Aktivitäten des Österreichischen Verfassungskonvents. Von Juli 2003 bis Dezember 2003 leitete sie eine Reihe von bildungspolitischen Projekten gemeinsam mit Josef Broukal. Anschließend leitete sie den Jugendwahlkampf für den damaligen Nationalratspräsidenten Heinz Fischer. Von 2005 bis 2009 arbeitete sie als Juristin bei der Stadt Wien. Seit August 2009 ist Andrea Mautz als Bundesfrauengeschäftsführerin der SPÖ tätig. Mautz ist seit 2003 im Vorstand des Republikanischen Clubs – Neues Österreich und seit 2008 im Vorstand des Vereins Miakwadang.
Im Oktober 2019 folgte sie Silvia Rubik als Abgeordnete zum Wiener Landtag und Mitglied des Wiener Gemeinderates nach.